# Szlatinik
Szlatinik (horvátul: Slatinik Drenjski,1900-ig Slatinik) falu Horvátországban, Eszék-Baranya megyében. Közigazgatásilag Drenyéhez tartozik.

## Fekvése
Eszéktől légvonalban 38, közúton 62 km-re délnyugatra, Diakovártól légvonalban 16, közúton 20 km-re északnyugatra, községközpontjától 4 km-re északnyugatra, Szlavónia középső részén, a Krndija-hegység délkeleti lejtőin, a Mandićevac-hegy északi oldalán fekszik.

## Története
A régészeti leletek tanúsága szerint a település forrásokban gazdag vidéke már a római korban is lakott volt. Területén több régészeti lelőhely is található, melyek mindegyikén találtak egykori épületekre utaló építőanyagot, kerámiatöredékeket és római pénzérméket. Szlatiniktól 2 km-re a Bračevci felé vezető út mentén feküdt a Popovci nevű település, melynek lakosságát 1720-ban Bakić püspök telepítette szét a környező településekre. Itt a részben szántóként művelt területen a középkori anyagok mellett római építőanyagot, kerámiatöredékeket és római pénzt is találtak. A falutól délnyugatra fekvő „Blatačka/Jezero” lelőhelyen egy forrás közelében ugyancsak római téglák, kerámiatöredékek, római pénzérmék
és fibula került elő. Az építőanyag legnagyobb tömegben a terület nyugati részén, egy mintegy húsz éve kiszáradt kis tavacska közelében volt megtalálható. A kiszáradt területen szinték római leletek voltak. A falutól mintegy 700 méterre északnyugatra egy forrás közelében található a „Buzak” nevű lelőhely. A környező teper erősen dombos, hullámos. Itt, 165-170 méteres magasságban római építőanyagot, kerámiatöredékeket és római pénzt találtak. Ettől a lelőhelytől mintegy 700 méterre északra a Kratina nevű forrásnál viszonylag kis területen a „Dunjik” lelőhelyen római építőanyagok, köztük sok faragott kő, kerámiatöredékek és pénzérmékkerültek elő.
Szlatinikot nem említik a középkori oklevelek, csak valószínűsíthető a létezése. Nevét sósvizű forrásairól kapta. A török korban a diakovári szpáhiluk része volt, utolsó ura Ali pasa volt. A török kiűzése után 15 lakott ház maradt a településen, mely a diakovár-boszniai püspökség uradalmának része lett. A 18. században általában 20 család lakott itt.
Az első katonai felmérés térképén „Szlatinik” néven található. Lipszky János 1808-ban Budán kiadott repertóriumában „Szlatinik” néven szerepel. Nagy Lajos 1829-ben kiadott művében „Szlatinik” néven 93 házzal, 567 katolikus és 1 ortodox vallású lakossal találjuk. A 19. század második felében 1870 és 1890 között Bácskából német családok települtek be.
A településnek 1857-ben 482, 1910-ben 856 lakosa volt. Verőce vármegye Diakovári járásának része volt. Az 1910-es népszámlálás adatai szerint lakosságának 60%-a német, 39%-a horvát anyanyelvű volt. Az első világháború után 1918-ban az új szerb-horvát-szlovén állam, majd később (1929-ben) Jugoszlávia része lett. A partizánok 1944-ben elüldözték a német lakosságot, a helyükre a háború után horvátok települtek. 1991-től a független Horvátországhoz tartozik. 1991-ben lakosságának 99%-a horvát nemzetiségű volt. 2011-ben a falunak 289 lakosa volt.

## Lakossága
| Lakosság változása | Lakosság változása | Lakosság változása | Lakosság változása | Lakosság változása | Lakosság változása | Lakosság változása | Lakosság változása | Lakosság változása | Lakosság változása | Lakosság változása | Lakosság változása | Lakosság változása | Lakosság változása | Lakosság változása | Lakosság változása |
| ------------------ | ------------------ | ------------------ | ------------------ | ------------------ | ------------------ | ------------------ | ------------------ | ------------------ | ------------------ | ------------------ | ------------------ | ------------------ | ------------------ | ------------------ | ------------------ |
| 1857               | 1869               | 1880               | 1890               | 1900               | 1910               | 1921               | 1931               | 1948               | 1953               | 1961               | 1971               | 1981               | 1991               | 2001               | 2011               |
| 482                | 536                | 582                | 776                | 812                | 856                | 808                | 889                | 534                | 520                | 477                | 446                | 394                | 312                | 288                | 289                |

(1857 és 1880 között Mandićevac egy részét is ide számították.)

## Gazdaság
A helyi gazdaság alapja a mezőgazdaság mellett a szőlő és bortermelés.

## Nevezetességei
Szent István király tiszteletére szentelt római katolikus temploma a drenyei plébánia filiája. A templom Illés prófétát ábrázoló oltárképét Alexander Maximilian Seitz német festőművész festette 1884-ben. Seitz Strossmayer püspök hívására érkezett a diakovári székesegyház kifestésére. Seitz a nazarénus német festők közé tartozott. A félköríves oltárképet olajjal festette vászonra. A kép Illés áldozatának és az igaz Istenbe való hit prédikációjának bibliai témáját mutatja be. Az ábrázolt jelenet mentes a tudománytól és teljes mértékben követi a názarénus alapelvet.

## Oktatás
A településen drenyei elemi iskola alsó tagozatos területi iskolája működik.

## Sport
NK Slavonac Slatinik Drenjski labdarúgóklub.

## Egyesületek
- DVD Slatinik Drenjski önkéntes tűzoltó egyesület.
- UŽ „Reduše” Slatinik Drenjski nőegyesület.